# Santa Maria del Carmine
L'església de Santa Maria del Carmine a Florència és famosa per allotjar el cicle de frescos de la Capella Brancacci, obra fonamental de l'art del Renaixement, elaborats per Masaccio i Masolino (i posteriorment per Filippino Lippi).

## Història
L'església dedicada a la Verge del Carmel va ser construïda cap al 1268 com a part d'un convent carmelita que encara avui existeix; d'aquella època queden visibles només algunes restes romàniques i gòtiques.
El complex va ser ampliat una primera vegada en 1328 quan el Consell de la Ciutat concedeix als frares l'ús del terreny adjacent i més tard, en 1464 amb la unió de la sala capitular i del refetor. Els treballs van acabar en 1476.
Com moltes altres esglésies florentines, va ser reformada durant el S. XV i el S. XVI però, després del devastador incendi de 1771 que va destruir pràcticament l'interior, va ser reformada completament. Les obres van ser encarregades a l'arquitecte Giuseppe Ruggieri, autor del projecte i a Giulio Mannaioni, cap d'obres.
Les obres van començar l'any 1775 i es van completar (excepte la façana) en 1782. L'incendi no va afectar ni a la sagristia, ni a la Capella Corsini, ni, afortunadament, a la Capella Brancacci.

## Arquitectura i anàlisi artística

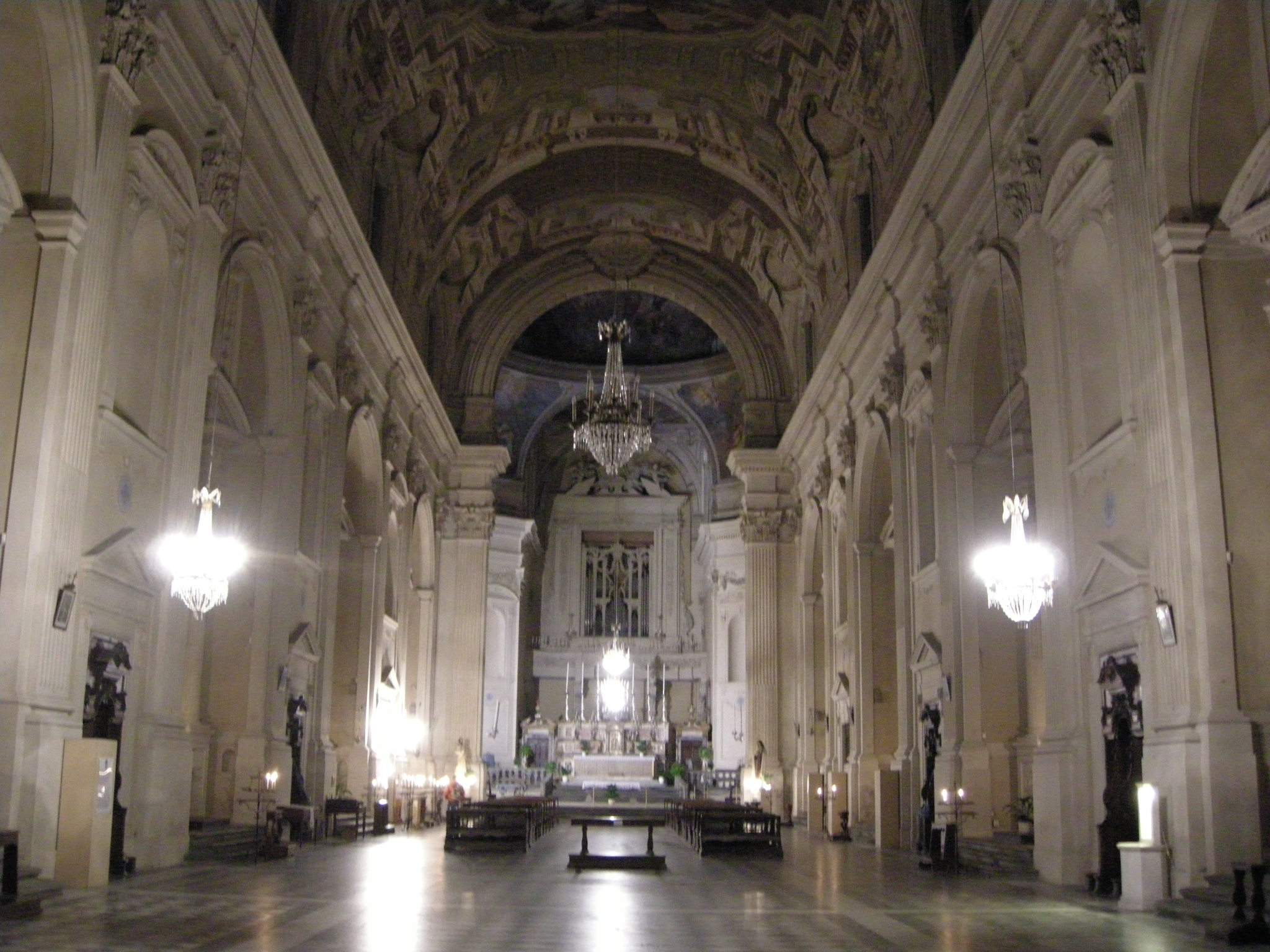
L'interior

### La nau
L'interior de l'església és, ab initio, d'una sola nau amb planta de creu llatina (82x15 m, amb una alçada de la cúpula de 85 m). La nau compta amb cinc capelles a cada costat amb altars, decorats amb estuc i fusta pintada. Entre aquestes capelles són el confessionari i les portes de noguera que donen accés al claustre.
De la reestructuració del segle xviii, destaquen les pintures al sostre: les arquitectures il·lusionistes són de Domenico Stagi, mentre que els frescos de la nau (Ascensió de Crist) i la cúpula (La Trinitat i la Verge en la glòria entre els sants de l'Antic i del Nou Testament) són obra de Giuseppe Romei.
En les capelles de la dreta destaquen les pintures de la Crucifixió de Giorgio Vasari (1560) i la Visitació d'Aurelio Lomi.

### Capella Brancacci
Vegeu també: Capella Brancacci
La Capella Brancacci es troba en el transsepte dret. Va ser miraculosament salvada del foc i va ser salvada de la reestructuració a través d'una intervenció activa d'un aristòcrata florentí que es va oposar enèrgicament a la cobertura dels frescos. Manté el cicle de frescos de Masaccio i Masolino, com a punt de partida del nou estil renaixentista a la pintura. Completat per Filippino Lippi, s'ha estudiat i admirat per generacions dels més grans artistes florentins: Miguel Ángel, per exemple, va copiar alguna de les parts pintades per Masaccio.

### Capella Major
La Capella Major custodia el monumental altar en marbre de colors, bronze i pedres semiprecioses. Sota de la taula de l'altar són les restes del Beat Angiolo Mazzinghi. En el cor està el monument funerari en marbre a Pier Soderini, obra de Benedetto da Rovezzano (1512-1513), uns dels rars exemples que van sobreviure a l'església del segle xvi.
El faristol de darrere l'altar major és de Atticciati Domenico (1594) i el monumental orgue de la paret del fons es remunta a 1777.

### Capella Corsini

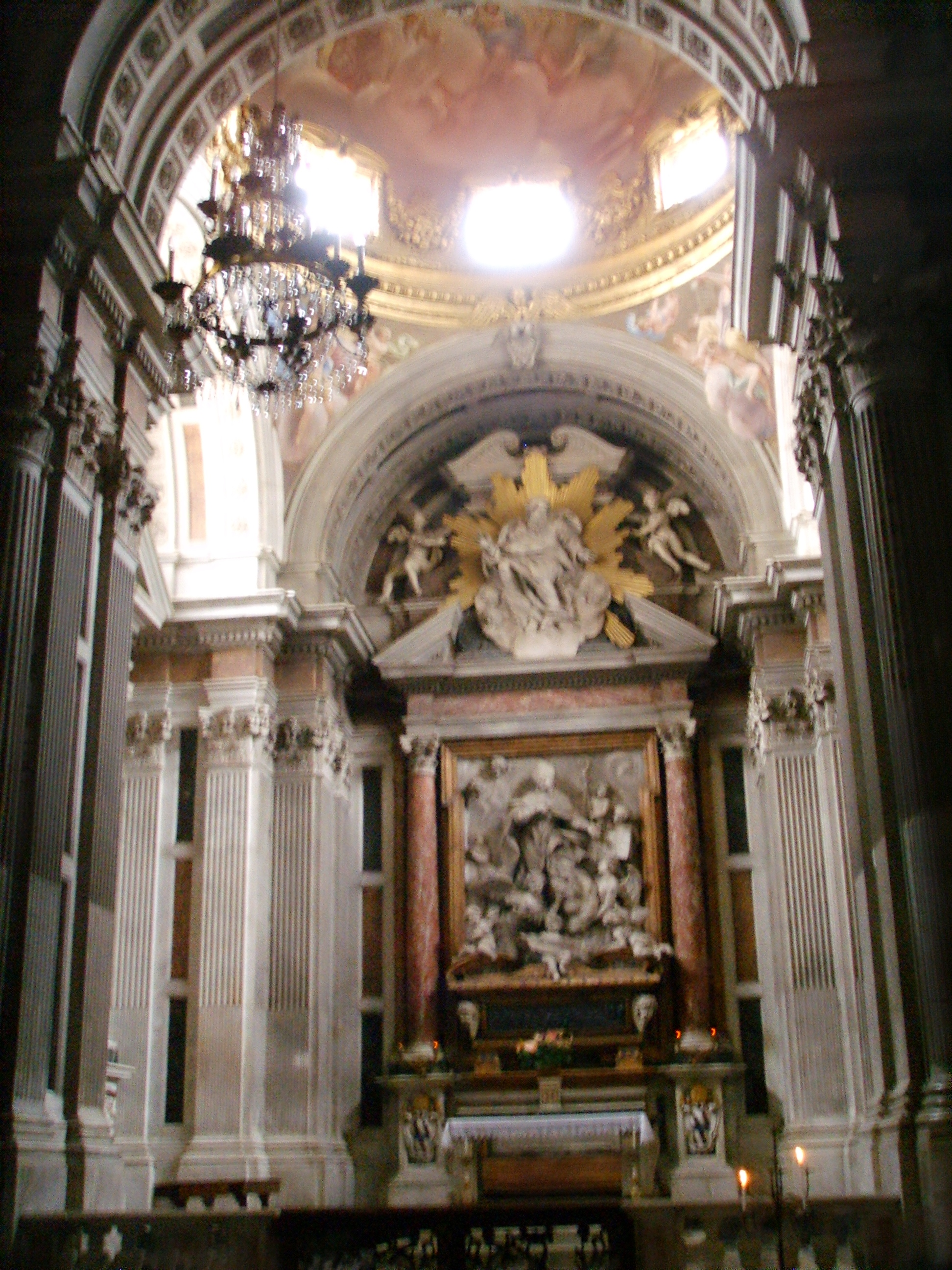
Capella Corsini

La família Corsini el 1675 va ser construït en el transsepte esquerre de l'església del Carmine, una capella dedicada a la Sagrada Família de Sant Andreu Corsini, bisbe de Fiesole al segle xiv i canonitzat en 1629. Va ser encarregada a l'arquitecte Pier Francesco Silvani, que va escollir un estil barroc molt de moda llavors a Roma, obrint el camí a Florència. La cúpula va ser pintada per Luca Giordano el 1682 amb la Glòria de Sant Andreu Corsini i decorat amb estucs de Giovan Battista Foggini: Sant'Andrea Corsini i la Batalla d'Anghiari, la Missa de Sant Andreu i L'apoteosi de Sant Andrea Corsini (1676-83). Una vegada més, aquesta estructura va ser miraculosament salvat pel foc d'un segle més tard. El sostre va ser desenvolupat en estil rococó amb frescos de Giovanni Domenico Ferretti.

### Capella de la Creu de la Providència
Al braç esquerre del creuer hi ha la capella del Sant Crist de la Providència, decorada entre 1771 i 1782 per Domenico i Jerome Ruschi, amb estucos y frescos d'Agostino Rosi. Al tabernacle de Giuseppe Piamontini de 1740, hi ha un crucifix considerat miraculós. El treball es completa amb una Madonna d'estil romà d'Orient i un Pare Etern dins d'un marc adorat amb dotze àngels, pintat en l'estil de Botticelli.
Les parets estan decorades amb pales sobre el tema de la Santa Creu, que al·ludeixen al crucifix miraculós. A la dreta hi ha El descobriment de la Creu, còpia de la taula de Gregorio Pagani destruïda en l'incendi, i a l'esquerra L'Exaltació de la Vera Creu de Gesualdo Ferri.

### Altres capelles del creuer
L'altra capella del creuer esquerre, enfront de la Capella de la Creu i al costat de la Capella Corsini, té un retaule de Gian Domenico Ferretti amb el Davallament (1758 circa). Els frescos de la cúpula són obra de Giuseppe Romei, amb el Rei Melchidesec oferir el pa i el vi a Abraham.
Al transsepte dret, a més de la Capella Brancacci, hi ha la Capella Nerli, amb estucs de 1780 i el retaule de Santa Anna, la Verge i el Nen de l'escola d'Andrea del Sarto, i un altre capella que va unificar tres antigues capelles gòtiques, on avui hi ha un altar decorat amb estucs de Domenico e Giuliano Ruschi i frescos d'un cert Lensi Cipriano, a més de la tela amb el Beat Bonagiunta dell'Antella de Francesco Manetti Gambacciani.

### Sagristia
La sagristia que també va sobreviure al foc, conserva l'antiga estructura arquitectònica d'estil gòtic, que data de 1394. Allà es conserven frescos a les parets amb les històries de Santa Cecília, atribuït a Lippo d'Andrea (1400 circa). Les portes estan decorades amb una Pietà i una Verge i el Nen de l'estil de Agnolo Gaddi. Fins i tot les finestres són originals i estan decorades amb els blasons de Serragli i Corsini.
El retaule és una Crucifixió de l'estil de Jacopo del Sellaio amb predela que representa les històries de Sant Andreu. Per sobre d'un moble a la paret es troba un bust de Santa Maria Maddalena dei Pazzi de Sodini di Dante (1908). Les pintures penjades són un políptic amb la Verge i el Nen amb els Sants atribuït a Andrea Bonaiuti un Martiri de San Jacopo de Lorenzo Lippi (1641) i Andrea Corsini guarint un cec de Poccetti Bernardino (circa 1600).
La taula de noguera al centre de la sala és de 1660, mentre que la càtedra de bisbe de Sant Andreu Corsini, al costat de la porta, es va realitzar per a 1629, quan va ser canonitzat.

## El convent

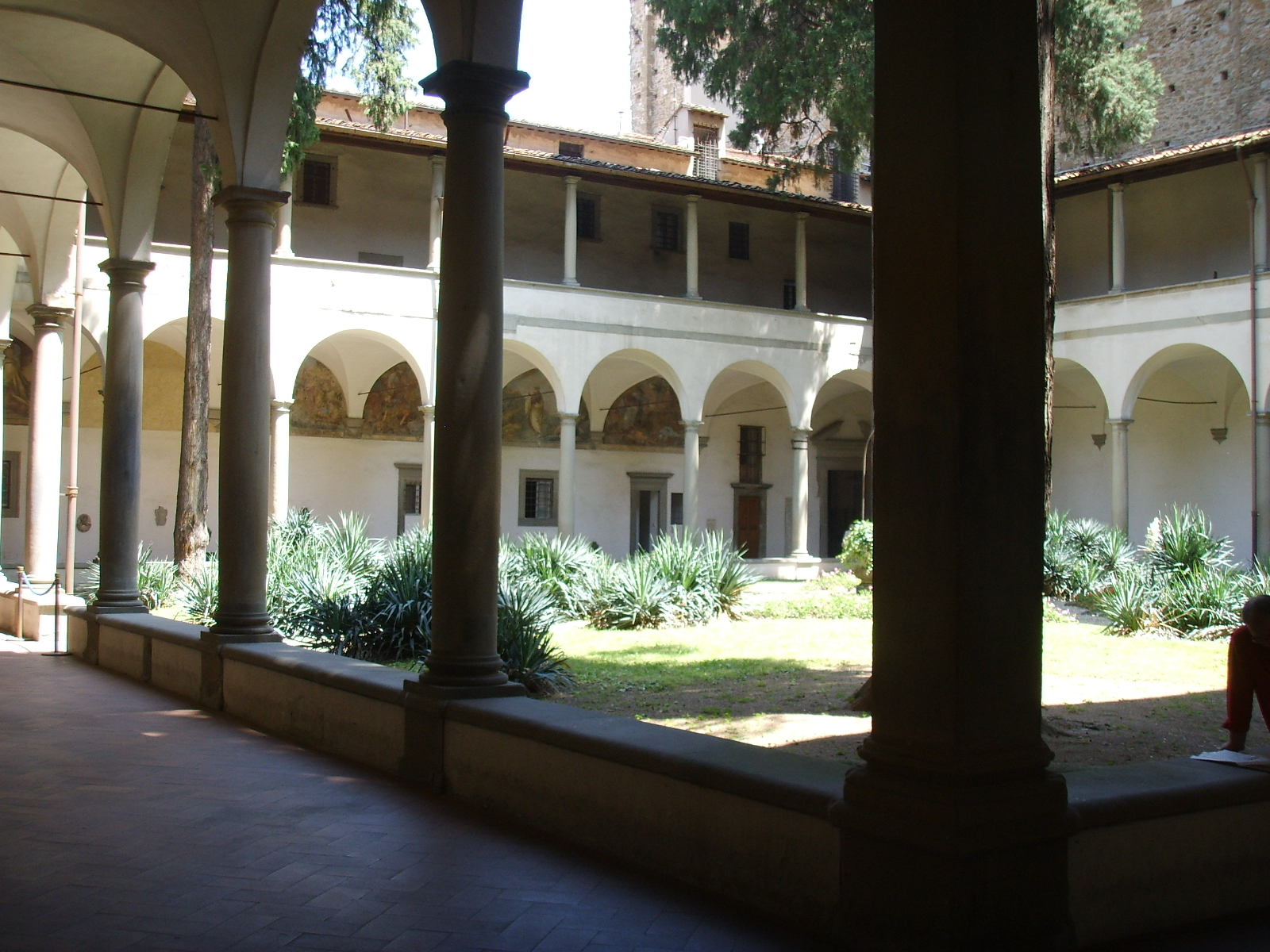
El claustre.

El gran complex adjacent a l'església també va patir a través dels segles una sèrie de destruccions i reconstruccions, incendis, atemptats, fins a la inundació de 1966, pel que ara és difícil reconstruir el conjunt original.
Tanmateix, sembla que el complex del Carmine es va iniciar com un convent al qual s'adjuntava una petita església però, la segona ha prevalgut sobre el primer. Moltes confraternitats seculars i religioses, es van establir a les instal·lacions del convent, en particular, es recorda la Companyia de Santa Agnès, integrada per vídues que feien representacions teatrals de tema sagrat, que van atreure molts espectadors de tota la ciutat.
S'accedeix al convent per la porta a la dreta de la façana de l'església. Al porxo cobert per una volta de canó es penja damunt de l'arcada del claustre, un tondo pintat ronda de pintura amb la Verge per Giuseppe Romei.
El claustre data de 1597-1612 i és de planta quadrada amb arcs que descansen sobre columnes de pedra, mentre que el primer pis hi ha una galeria arquitravada. Estava decorat amb frescos del S. XVIII de diversos autors (Galeazzo i Giovan Battista Ghidoni, Domenico Bettini, Cosimo Ulivelli, Antonio Pillori i altres), encara que molts s'han perdut. Alguns, restaurats, s'exposen en la Sala Capitular, del segle xiii. En el claustre hi ha diversos escuts d'armes de les famílies d'Oltrarno, els monuments funeraris i un bust del matemàtic carmelità Giuliano Ristori da Prato.
La Sala del Cenacle pren el seu nom del monumental Últim Sopar d'Alessandro Allori, de 1582, flanquejat per l'autoretrat d'Allori (esquerra) i el retrat del client, el Pare Lluc de Venècia (a la dreta). Hi ha fragments d'alguns frescos amb Històries de la Passió, Anunciació i els Sants, d'autor desconegut de finals del Trecento florentí.
El refetor, també conegut com a Sala de Vanni (utilitzat per a concerts) està decorat amb el sopar a la casa de Simó el Fariseu de Giovan Battista Vanni (1645).